# Favorit (firma)

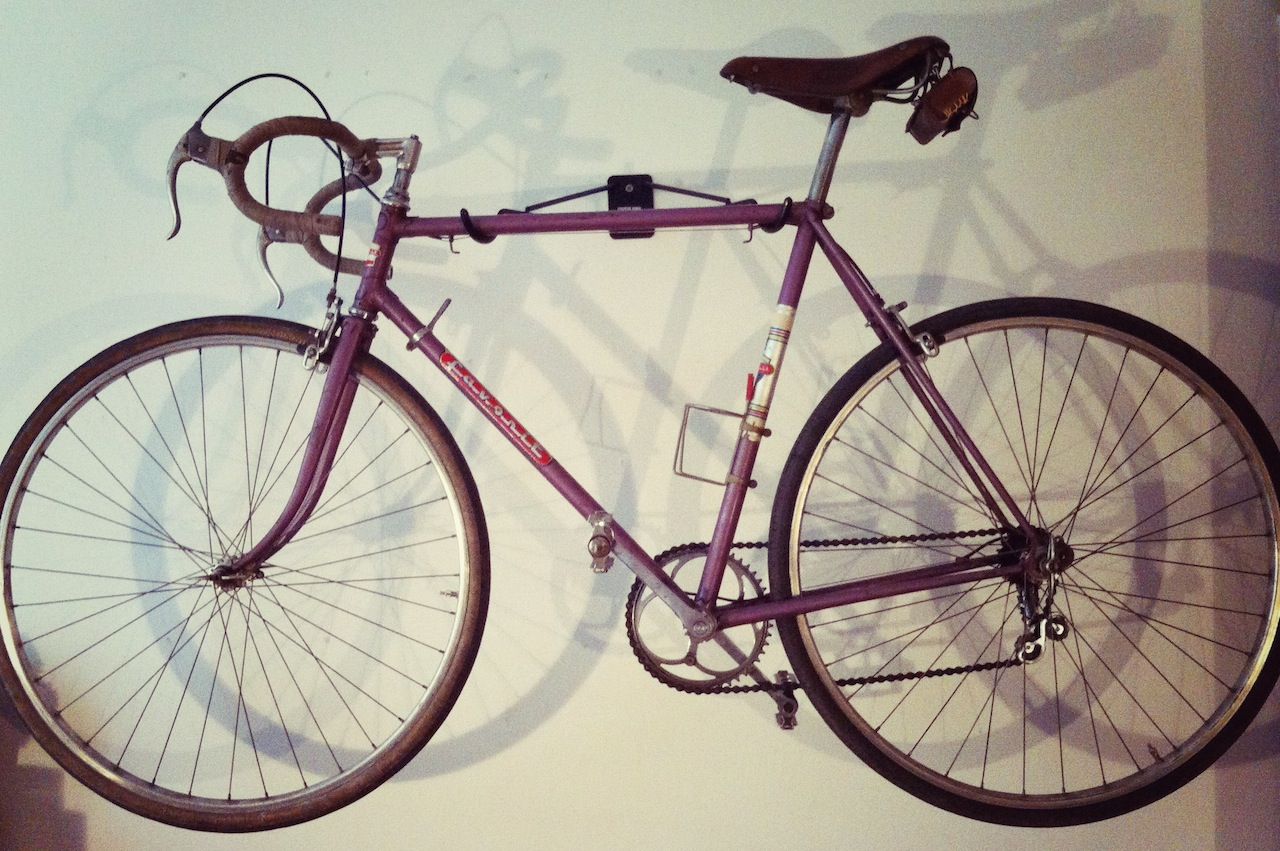
Jízdní kolo Favorit.

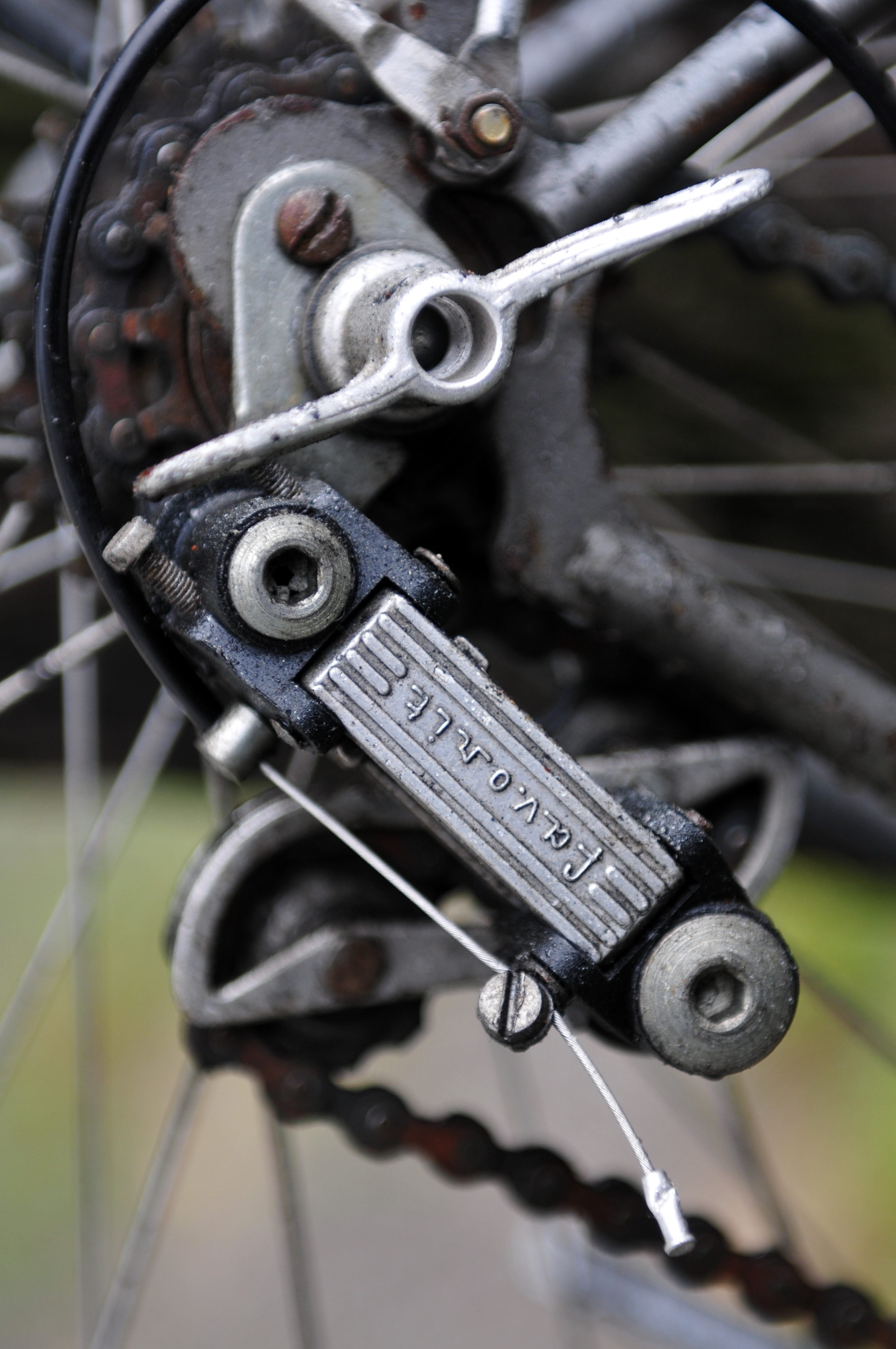

Favorit Rokycany, akciová společnost byla firma vyrábějící jízdní kola značky Favorit.
V roce 2001 byl vyhlášen konkurs na majetek společnosti. Pro nedostatek majetku byl konkurs zrušen 17. října 2017, současně společnost zanikla výmazem z obchodního rejstříku.

## Historie

### První republika
První výrobu jízdních kol v Rokycanech začal kolem roku 1921 místní rodák a obchodník František Hering (1887-1961), který však výrobu do roka prodal firmě Stadion, a.s. Rakovník.
V roce 1922 v Rokycanech vznikla továrna na jízdní kola. Založena byla Ambrosem Swetlikem a Heinrichem Kastrupem pod názvem Es-Ka (Swetlik-Kastrup), podílníkem byl i František Hering. Montovala se zde kola značky Tripol ze součástek chebské Es-Ka.
V roce 1933 se firma rozdělila na Tripol (majitel Es-Ka Cheb), která si v roce 1934 postavila vlastní továrnu a Velo-Tudor (majitel Hering), který koupil původní areál. Hering však nejprve nakupoval kola Achilles Žandov a prodával je pod svou značkou Tudor a teprve později v roce 1936 začal s vlastní výrobou.

### Poválečná doba a socialismus
Během druhé světové války továrny vyráběly součástky pro armádní průmysl. Po válce dostaly obě továrny jako podniky s německým kapitálem nucenou správu. Po komunistickém puči a znárodnění v roce 1948 byly podniky Tripol a Tudor sloučeny jako ostatní továrny pod jediný podnik ČZ Strakonice (na Moravě pod Zbrojovka Brno), došlo ke specializaci podniků na konkrétní součástky a omezení finálních montoven. Po následné reorganizaci v roce 1950 spadaly rokycanské závody pod nový samostatný národní podnik Eska-Cheb (a dále existoval už jen Velamos Petrov na Desnou, Velo-Stadion Rakovník, později vyráběla jízdní kola i Liberta Mělník). V roce 1950 byla vyrobena první série 15 závodních kol pro reprezentaci, název měl být Borec. Roku 1951 navrhl tehdejší ředitel Josef Bochníček značku Favorit. Výroba této značky začala v roce 1951. V roce 1953 vznikl odloučením z Eska, n.p. samostatný podnik Favorit, n.p. ale již v roce 1958 byl včleněn zpět.
V roce 1952 byl původní závod Velo-Tudor zrušen a objekt získaly Rozvodné závody v Plzni. Do roku 1965 probíhala rekonstrukce původního závodu Tripol a v roce 1970 byly postaveny nové sklady a expedice. V roce 1978 bylo vyrobeno milionté kolo Favorit, výroba se rozšířila na 200 000 kol ročně a export se realizoval do 38 zemí světa.

### Po roce 1990
Krátce po revoluci v roce 1990 byla založena „Favorit Rokycany, a. s.“, která však nikdy nevyrobila více než 40 000 kol ročně. S otevřením hranic podnik nezachytil módu horských kol, odbyt upadal a v roce 2001 zbankrotoval. Továrnu odkoupilo Bike Technology & Public Relations, s.r.o. (BTPR) s cílem vyrábět horská a trekkingová kola. Výroba byla přesunuta do Kunovic, kde byla montovna levných součástek z Asie. V květnu 2004 byla i tato výroba zastavena a v roce 2006 šlo do konkurzu i BTPR.  Značku dále zřejmě převzala Czech Bike a.s. Kunovice.
Od roku 2011 je nositelem značky Favorit firma „Favorit Czechoslovakia s. r. o.“